# Bafoussam
Bafoussam ist die Hauptstadt der kamerunischen Westregion und des Départements Mifi, und liegt in den Bamboutos Mountains. Sie ist eine der größten Städte Kameruns mit über 340.000 Einwohner (Schätzung 2008) und ist das Handelszentrum der Region.

## Infrastruktur
In Umfeld der Stadt werden Kaffee, Tabak und Tee angebaut. Die Stadt hat eine Kaffeefakultät und eine Brauerei.
Bafoussam ist Sitz des Bistums Bafoussam und der Brigade d’intervention rapide des kamerunischen Heeres.
In dem Stadtteil Kouekong am östlichen Stadtrand liegt das Stade Omnisports de Bafoussam.

## Bevölkerung
Die Bevölkerungsentwicklung der Stadt: 
| Jahr             | Einwohner |
| ---------------- | --------- |
| 1976 (Zensus)    | 62.239    |
| 1987 (Zensus)    | 112.681   |
| 2005 (Zensus)    | 239.287   |
| 2008 (Schätzung) | 340.000   |

## Kultur

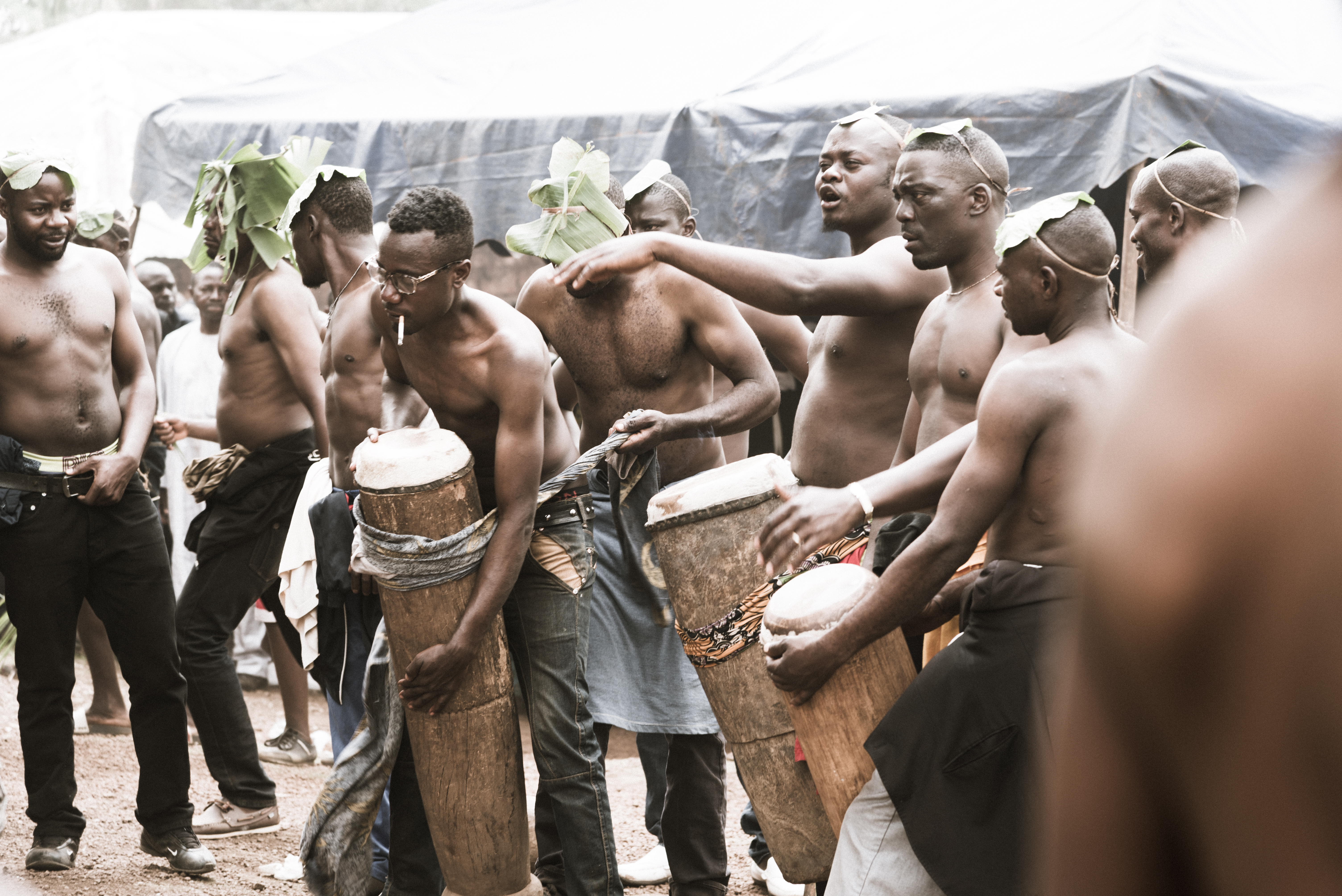
Nyang Nyang Festival

Die Stadt ist die Heimat der Bamileke und Sitz des Häuptlings. Alle zwei Jahre findet mit dem Nyang Nyang Festival ein traditionelles Initiationstanz-Ritual statt.

## Söhne und Töchter der Stadt
- Geremi Njitap (* 1978), Fußballspieler
- Bertin Tomou (* 1978), Fußballspieler
- Marie-Edwige Hartig (* 1980), Politikerin
- Jérémie Njock (* 1980), Fußballspieler
- Thierry Gathuessi (* 1982), Fußballspieler
- Pierre Webó (* 1982), Fußballspieler
- Axel-Cyrille Ngonga Ngomo (* 1983), Informatiker
- Crystelle-Ida Ngnipoho-Pokam (* 1987), Fußballspielerin